# Байер, Иоганн Якоб
Иоганн Якоб Байер (нем. Johann Jacob Baeyer; 5 ноября 1794, Мюггельхайм — 10 сентября 1885, Берлин) — прусский генерал-лейтенант и геодезист, иностранный член-корреспондент Петербургской академии наук (1858).

## Биография
Родился в Миггельсгейме при Кепениге. В 1813 г. бросил учение в гимназии и поступил волонтером в армию, участвовал в кампаниях 1813, 1814 и 1815 гг.
Впоследствии посещал Военное училище в Кобленце, ознакомился с производством топографических работ и был прикомандирован в 1821 г. к генеральному штабу.
Когда в 1829 г., по предложению русского правительства, было предпринято градусное измерение у Мемеля для соединения прусской и русской триангуляционных сетей, Байер был прикомандирован к астроному Ф. Бесселю, руководившему этой операцией. Работы продолжались до 1836 г., и Бессель, отдавая справедливость знаниям Байера, поместил в заглавии сочинения о градусных измерениях в Восточной Пруссии рядом со своим именем и имя Байера.
С 1826 г. читал лекции в военной школе. После выхода в свет его сочинений: «Nivellement zwischen Swinemünde und Berlin» (Берлин, 1840), «Die Kustenvermessung und Are Verbindung mit der berliner Grundlinie» (Берл., 1849 г.) и «Die Verbindungen der preuss. und russ. Dreiecksketten» (Берлин, 1857 г.) Король Фридрих Вильгельм IV, чтобы дать ему возможность посвятить себя вполне любимым занятиям, перевел его в число офицеров генерального штаба, причем было предоставлено ему, как и прежде, руководство тригонометрическим отделением.
Зачисленный в 1858 г. генерал-лейтенантом в резерв, он получил поручение принять участие в качестве представителя Пруссии в предпринятом европейском градусном измерении долготы 52 параллели.
В 1861 году Байер сформулировал свои «Предложения по центральноевропейским градусным измерениям». В документе предлагалось установить международное сотрудничество центральноевропейских стран в области геодезии. К концу 1862 года 16 стран выразили своё согласие участвовать в проекте, а октябре 1864 года в Берлине состоялась первая «Генеральная конференция представителей для центральноевропейских градусных измерений». Конференция учредила организационную структуру (Постоянная комиссия, Центральное бюро и Генеральные конференции) и назначила Байера президентом Центрального бюро.
Так как до 1867 года к этому предприятию присоединились все европейские державы за исключением Англии, то «центральноевропейское градусное измерение» было расширено в «европейское». Для организации дела в 1869 году в Берлине был основан постоянный Геодезический институт, и Байер в 1870 году назначен его президентом.
Организация, созданная по инициативе Байера, продолжает свою деятельность и в настоящее время под наименованием Международная ассоциация геодезии. В 2012 году она отметила 150-летие со времени своего основания.
Из трудов Б. следует ещё указать на: «Über die Grösse und Figur der Erde» (Берлин, 1861 г.); «Das Messen auf der sphäroidischen Erdoberfläche» (Берлин, 1862 г.); «Entwurf zur Anfertigung einer guten Karte von den östl. Prowinzen des preuss. Staats». Кроме того он написал:
«Wissenschaftliche Begründung der Rechnungsmethode des Centralbureaus der europ. Gradinessung» (3 выпуска, Берлин, 1869—71 гг.); «Vergleichung einiger Hauptdreiecksketten der Königl. Landestriangulation mit der Besselschen Methode» (Берлин, 1879 г.); «Über die Nivellementsarbeiteu im preuss. Staate und die Darstelong ihrer Resultate in richtigen Meereshöhen» (Берлин, 1881 г.).
Геодезический институт с 1863 г. выпускал под редакцией Байера ежегодно в свет «Generalbericht über die europ. Gradmessung», равно протоколы конференций комиссаров различных государств, собирающихся через каждые 3 года и «Publikationen des Geodoesischen Instituts» в отдельных выпусках.

## Семья
Был женат на Евгении Гитциг, дочери издателя Юлиуса Эдуарда Гитцига. Сын — химик, лауреат Нобелевской премии Адольф Байер.

## Источник
- Байер, Иосиф-Яков // Энциклопедический словарь Брокгауза и Ефрона : в 86 т. (82 т. и 4 доп.). — СПб., 1890—1907.